# Le giubbe rosse del Saskatchewan
Le giubbe rosse del Saskatchewan (Saskatchewan) è un film del 1954 diretto da Raoul Walsh.

## Trama
Tom O'Rourke è un esploratore canadese allevato dagli indiani Crow. Di ritorno da una missione trova una giovane donna unica superstite dell'assalto alla sua carovana ad opera dei Sioux. Certo di portarla al sicuro la prende con sé per dirigersi verso il forte dove è di stanza. Una volta giunti a destinazione li attendono brutte notizie, la ragazza è ricercata per omicidio e uno sceriffo è venuto a prenderla e il nuovo comandante del forte vuole ingaggiare una lotta per disarmare i Crow da sempre amici dei bianchi. Le ragioni che il giovane Tom adduce per convincere il comandante ad abbandonare la propria decisione sono vane, il forte viene attaccato e quando è sul punto di cadere viene evacuato. La colonna di superstiti, continuamente bersagliata dagli attacchi sarebbe spacciata se non fosse per Tom che prende il comando con la forza riuscendo a portarla in un posto sicuro. Passato il pericolo il ragazzo viene accusato di insubordinazione e la giovane Grace è posta agli arresti, il comandante viene però assalito dai Sioux con cui voleva trattare e questo frutta a Tom la libertà. Nel frattempo Grace prova la sua innocenza e i due possono sposarsi.

## Produzione
Il film fu girato in Canada, al Banff National Park nello stato di Alberta, ai laghi Bow Lake e Peyto Lake. Fu prodotto dall'Universal International Pictures (UI) (presents) (con il nome Universal - Internazionale).

## Distribuzione
Distribuito dall'Universal Pictures, 

### Date di uscita
IMDb
- Stati Uniti d'America: 30 marzo 1954
- Danimarca: 9 giugno 1954
- Austria: ottobre 1954
- Finlandia: 1º ottobre 1954
- Belgio: 12 novembre 1954
- Francia: 17 dicembre 1954
- Svezia: 22 dicembre 1954